# Majrbek Tajsumov
Majrbek Vachaevitj Tajsumov (ryska: Майрбек Вахаевич Тайсумов), född 8 augusti 1988 i Groznyj, är en rysk österrikisk MMA-utövare som sedan 2014 tävlar i organisationen Ultimate Fighting Championship.